# Melodie exklusiv
Melodie exklusiv war der Name eines von 1971 bis 1980 laufenden Programms im österreichischen Radiosender Ö3.

## Geschichte
Die vom Autor Alfred Komarek gestaltete und von Ingrid Gutschi und Meinrad Nell gesprochene Sendung war zuerst halbstündig, dann einstündig und wurde zuletzt an Sonntagabenden ab 22 Uhr ausgestrahlt. Kennmelodie war zuerst Whew von Simon & Garfunkel, dann Dark is the Night von Ry Cooder. Ihr  Musikprogramm brachte im Wesentlichen Beispiele der – auf Ö3 sonst eher selten gespielten – anspruchsvolleren Folk- und Folkrockmusik: etwa Joan Baez, Kris Kristofferson, Leonard Cohen, Gordon Lightfoot, Phillip Goodhand-Tait. Das Lied Andrea von Fabrizio De André war ein häufig gespieltes, typisches Beispiel des bevorzugten Musikstiles. Auch österreichische Gruppen wie die Milestones und die Schmetterlinge waren zu hören. 
Dazwischen eingestreut waren kurze, poetische, hintergründige, melancholische, kokette und oft auch ein wenig anzügliche Texte Komareks, deren dialogische Grundstruktur er in der Vorgängersendung Entre Nous ab 1968 entwickelt hatte. Sie behandelten zunächst Themen wie Burgen, Ufer, Türme, Bettler, Räuber, dann ab der Umstellung auf Einstündigkeit im Jahr 1975 Geschichten von Alfred, die das poetische Alter Ego des Autors in allerlei heiteren und traurigen Verwicklungen zeigten. Textbeispiel aus Zum Beispiel Mode: „Als er sie traf, am frühen Morgen, trug sie ihr bestes Blumenkleid, bunt und kostbar, die Blüten geschlossen. Als er bei ihr blieb, in den Tag hinein, öffneten sich die Blüten und er verirrte sich ein wenig zwischen Tausendschön und Himmelsschlüssel. Als er dann noch nicht gehen wollte, am späten Abend, nahm sie das Kleid, legte es zu den anderen Kleidern und blühte selbst ein wenig.“

## Rezeption
Michael Forcher charakterisierte den Stil dieser Sendungen im Nachwort des Sammelbandes Spätlese wie folgt: „Gedanken, Worte zum Weiterspinnen..., zum Hineinträumen, zum Sichhineinverkriechen“. Alfred Komareks Kultsendung Melodie exklusiv habe in den Siebziger- und frühen Achtzigerjahren „regelmäßig hunderttausende Menschen zu später Abendstunde vor den Radioapparaten versammelt“.